# Caught out There
Caught out There è un brano musicale della cantante R&B statunitense Kelis, pubblicato come primo singolo estratto dall'album Kaleidoscope del 1999. Scritto e prodotto dai The Neptunes, Caught out There è stato pubblicato come singolo di debutto di Kelis e primo estratto dell'album Kaleidoscope, ed ha ottenuto uno scarso successo negli Stati Uniti raggiungendo al suo massimo la posizione 54. Il singolo ha invece ottenuto una migliore accoglienza in Europa e soprattutto nel Regno Unito e nei Paesi Bassi, dove è arrivato sino alla quarta posizione dei singoli più venduti.

## Video
Il videoclip del singolo è stato diretto da Hype Williams, il quale introduce il video con la scritta "Hype Williams presents". Il video si apre con una panoramica del corridoio di un ospedale semi-abbandonato, per poi entrare in una sala operatoria dove un'équipe di medici cerca di salvare un ragazzo ricorrendo alla cardioversione elettrica esterna, mentre l'elettrocardiogramma è quasi piatto. Attraverso il vetro, Kelis assiste alla scena e inizia a cantare il brano, che permette di capire che è lei la responsabile dello stato in fin di vita del ragazzo. Nelle sequenze successive la cantante appare nella propria casa, mentre il ragazzo è steso immobile sul pavimento e mima le parole della cantante che si sovrappongono al testo cantato. Kelis guarda delle Polaroid in cui il suo ragazzo è atteggiamenti inequivocabili con alcune spogliarelliste, inizia a distruggere l'appartamento finché non viene mostrata nello studio di uno psicologo, interpretato dallo stesso ragazzo, che in questa scena riporta delle evidenti ecchimosi al volto. Negli ultimi ritornelli della canzone la cantante percorre la via di un quartiere residenziale accompagnata da decine di donne di varie età ed etnie, le quali sorreggono cartelli che riportano scritte di sdegno contro i propri uomini. Successivamente l'artista è ritratta nello stesso ospedale della scena iniziale con una camicia di forza. Nel video appaiono in brevi cameo Pharrell e Chad Hugo dei The Neptunes e i membri della band Clipse.
Il look della cantante è piuttosto colorato e aggressivo, distaccandosi da quello delle maggiori popstar di successo del periodo: Kelis esibisce una capigliatura afro colorata di fucsia e biondo, occhiali da sole verdi e abiti succinti.

## Riconoscimenti
La webzine musicale Pitchfork ha collocato la canzone alla posizione numero 161 nella lista delle 200 Migliori Tracce degli anni 1990, elogiando "la produzione precorritrice dei The Neptunes", descritta dal critico Larry Fitzmaurice come "tastiere spezzate accompagnate da tonalità vocali acute che sembrano dinamite in esplosione nello spazio".
La rivista britannica NME ha inserito il brano nella sua lista delle 100 Migliori Canzoni degli anni 1990 al numero 24, lodando il beat dei The Neptunes, definito "un mondo sonoro unico pieno di beat sparsi, tastiere in stile sci-fi e ritmi crepitanti. La voce dolce come il miele di Kelis, che esplode in una pazzia senza filtri, era la cosa che ha portato questa traccia al meglio".

## Ricezione
Il singolo non è riuscito ad ottenere successo negli Stati Uniti, dove è entrato nella Hot 100 ma ha raggiunto solo la posizione numero 54. Nonostante questo è entrato nella top10 della classifica R&B di Billboard, dove ha raggiunto la posizione numero 9, passando un totale di venti settimane in classifica.
Il successo è stato decisamente maggiore invece in Europa, dove la canzone ha raggiunto posizioni alte in diversi paesi. Nella classifica britannica il singolo è addirittura riuscito ad entrare nella top5, dove ha raggiunto il numero 4. Anche nei Paesi Bassi il singolo ha raggiunto la quarta posizione della classifica, passando 13 settimane in classifica. Il brano è entrato nella top20 in Belgio, sia nella classifica vallone che in quella fiamminga. In Italia il singolo ha raggiunto la posizione numero 10 e ha passato sei settimane nella top20; anche in Svezia ha raggiunto la decima posizione, passando sette settimane in top20. La canzone ha avuto successo anche in Norvegia, dove ha raggiunto il numero 11 e ha passato sette settimane nella top20.
In Oceania il successo è stato più moderato: è entrato nella top40 sia australiana che neozelandese, ma senza raggiungere posizioni elevate. Da qui in poi Kelis avrà successo in Europa, ma non in Nord America.

## Classifiche
| Chart (2000)                         | Peak Position |
| ------------------------------------ | ------------- |
| Australia                            | 26            |
| Belgio (Fiandre)                     | 15            |
| Belgio (Vallonia)                    | 14            |
| Canada                               | 10            |
| Paesi Bassi                          | 4             |
| Francia                              | 96            |
| Germania                             | 40            |
| Irlanda                              | 23            |
| Islanda                              | 10            |
| Italia                               | 10            |
| Nuova Zelanda                        | 32            |
| Norvegia                             | 11            |
| Regno Unito                          | 4             |
| Romania                              | 8             |
| Svezia                               | 10            |
| Svizzera                             | 35            |
| U.S. Billboard Hot 100               | 54            |
| U.S. Billboard Hot R&B/Hip-Hop Songs | 9             |

## Tracce
CD single
1. Caught out There (UK Radio Edit) – 3:36
2. Caught out There (The Neptunes Extended Mix) – 6:23
3. Suspended – 4:53
4. Caught out There (Video)

Cassette single
1. Caught out There (UK Radio Edit) – 3:36
2. Caught out There (The Neptunes Extended Mix) – 6:23
3. Suspended – 4:53